# نقارة كوب قديم (قشلاق أهر)
نقارة كوب قدیم (بالفارسية: نقاره‌کوب قدیم) هي منطقة سكنية تقع في إيران في قسم قشلاق الریفي. يقدر عدد سكانها بـ 173 نسمة .